# دنباله‌دار شکم‌خاکستری
دنباله‌دار شکم‌خاکستری (نام علمی: Taphrolesbia griseiventris) گونه‌ای از مرغ‌های مگس از خانواده Trochilidae است. تنها در چند منطقه کوچک پرو یافت می‌شود. زیستگاه طبیعی آن بوته‌زارهای نیمه‌گرمسیری یا گرمسیری مرتفع و باغ‌های روستایی است. نابودی زیستگاه آن را تهدید می‌کند.